# Vi kristna bör tro och besinna
Vi kristna bör tro och besinna är en gammal psalm i elva verser av Haquin Spegel från 1686. Den förmodas vara en av de senare han skrev under sin Gotlandsvistelse då den danska psalmdiktningen fått större inflytande på hans arbeten. Psalmen utsattes för några smärre justeringar före publiceringen i 1695 års psalmbok. Johan Olof Wallin bearbetade texten 1816 till en psalm med titelraden "Oss kristna bör tro och besinna" och efter Anders Frostensons bearbetning 1978 publicerades den med sex verser och med titelraden "Vi kristna bör tro och besinna". Psalmen har sitt ursprung i Matteus 6:24-34.
Texten i 1695 års psalmbok inleds med orden:
Oss Christna bör troo och besinna
Hwad Christus så nådigt haar lärdt
Melodin är förmodligen en tonsättning av svenskt ursprung och enligt Koralbok för Nya psalmer, 1921 är det samma melodi som till psalmen På Gud, som åt fågeln bereder (1921 nr 618) och enligt 1697 års koralbok samma som till den gamla psalmen O menniskia wil tu betänckia i 1695 års psalmbok. I 1986 års psalmbok anges att psalmen nu har en tonsättning av förmodat tyskt ursprung från 1500-talet med hänvisning till Köpenhamn 1569 och Kangasala 1624. Huruvida det är samma som i 1695 års psalmbok är oklart. Melodin används sedan 1939 års koralbok även för Nu gläd dig, min ande, i Herran.

## Publicerad i
- Den svenska psalmboken 1694 som nummer 243 under rubriken "Psalmer öfwer Några Söndags Evangelier".[1]
- 1695 års psalmbok som nr 211 under rubriken "Psalmer Öfwer några Söndags Evangelier".
- 1819 års psalmbok som nr 298 med titelraden "Oss kristna bör tro och besinna", under rubriken "Kristligt sinne och förhållande - I allmänhet: Förhållandet till oss själva och nästan: Den angelägnaste omsorgen".
- Sionstoner 1935 som nr 459 med titelraden "Oss kristna bör tro och besinna", under rubriken "Nådens ordning: Trosliv och helgelse".
- 1937 års psalmbok som nr 317 med titelraden "Oss kristna bör tro och besinna", under rubriken "Trons glädje och förtröstan".
- Den svenska psalmboken 1986, 1986 års Cecilia-psalmbok, Psalmer och Sånger 1987, Segertoner 1988 och Frälsningsarméns sångbok 1990  som nr 243 med den nya titelraden, under rubriken "Förtröstan - trygghet".
- Lova Herren 1987 som nr 274 under rubriken "Kallelse och omvändelse: Kallelsen till Guds rike".
- Svensk psalmbok för den evangelisk-lutherska kyrkan i Finland (1986) som nr 379 under rubriken "Tro och trygghet" med titelraden "En kristen bör tro och besinna".